# Smolensk
För andra betydelser, se Smolensk (olika betydelser).
Smolensk (ryska: Смоленск, uttalas smalénsk) är en stad i västra Ryssland med cirka 330 000 invånare. Den är belägen vid floden Dnepr och är den administrativa huvudorten för Smolensk oblast. Smolensk är en av Rysslands äldsta städer och omnämns i historiska dokument så tidigt som år 863. Staden har förstörts flera gånger av invaderande arméer, bland annat av Napoleon I och senare även av Adolf Hitler år 1941. Smolensk var en av de tolv städer i Sovjetunionen som utnämndes till hjältestäder efter andra världskriget. 
Den 10 april 2010 havererade ett polskt regeringsflygplan med bland andra den dåvarande polska presidenten Lech Kaczyński i närheten av Smolensk. Samtliga ombord omkom.

## Stadsdistrikt
Smolensk är indelad i tre stadsdistrikt.
| Stadsdistrikt | Invånarantal 9 oktober 2002 | Invånarantal 14 oktober 2010 |
| ------------- | --------------------------- | ---------------------------- |
| Leninskij     | 106 309                     | 105 323                      |
| Promysjlennyj | 127 994                     | 130 118                      |
| Zadneprovskij | 90 834                      | 91 420                       |
| TOTALT        | 325 137                     | 326 861                      |